# The Hummer
The Hummer ist das achte Studioalbum des kanadischen Musikers Devin Townsend und nach dem 2004er Album Devlab das zweite Ambient-Projekt des Künstlers. Es erschien am 15. November 2006 bei Townsends Plattenlabel HevyDevy Records in einer auf 500 Exemplare limitierten Auflage.

## Hintergründe
Die Musik auf The Hummer hat nichts mit Townsends übrigen Veröffentlichungen gemeinsam, die im Gegensatz zu diesem Album musikalisch dem Progressive Metal zuzuordnen sind. Townsend wollte ein entspannendes Album aufnehmen, zu dem man sich erholen oder zu dem man meditieren kann. Er bezeichnete die Musik als „friedvoll“, sie eigne sich als „Hintergrundmusik zum Nachdenken“. Alle Titel des Albums stammen von Devin Townsend, der sich dabei von seiner bevorstehenden Vaterschaft inspirieren ließ und das Album mit seinen niederfrequenten Klängen
als Gegenstück zu Strapping Young Lads Alien bezeichnete. Townsend verwendete Sprachsamples von Leonard Cohen, in denen Cohen über das Leben philosophiert. Die Arbeit am Album nahm über zwei Jahre in Anspruch und es war nur über den Onlineshop der Webseite des Labels HevyDevy Records erhältlich.

## Kritiken
Das Onlinemagazin metal.de charakterisierte die Musik als Ambient mit Elementen aus Drone und Noise, im Vergleich zum ebenfalls dem Ambient zuzuordnenden Devlab (2004) sei The Hummer „schlichter angelegt, minimaler und vor allem: konkreter“. Das Webzine Global Domination wies darauf hin, dass das Album laut Townsend nicht für jeden geeignet sei und dass es durchaus seinen Charme hätte und trotz seiner Länge keineswegs langweilig sei.

## Titelliste
1. The Hummer – 15:55
2. Arc – 23:04
3. Consciousness Causes Collapse – 6:39
4. Equation – 3:16
5. The Abacus – 8:03
6. Cosmic Surf – 16:27